# .bo
.bo је највиши Интернет домен државних кодова (ccTLD) за Боливију. Администриран је од стране BolNet.